# Kostel svatého Šimona a Judy (Arnoštovice)
Kostel svatého Šimona a Judy v Arnoštovicích, asi 4 km jihozápadně od Votic, byl postaven v přechodném stylu ve 13. století. Jako farní začal působit od roku 1352. Věž byla přistavěna v roce 1732. Velkou přestavbou prošel 1892, kdy byl upraven podle plánů F. Ohmanna a R. Krieghamera.

## Historie
Kostel sv. Šimona a Judy byl postaven v přechodném slohu ve 13. století, ale jako farní je uváděn od roku 1352. Roku 1368 jsou zmíněni kolátoři Předota, farář Jarošovský a Svatomír z Knína. Následné zmínky pochází z roku 1394, kdy byli kolátory Albrecht a Mstich bratři ze Sedlce a Jarohněv Vejhák z Křečovic. Dále bylo 6. července zaznamenáno umučení arnoštovického faráře Václava rakouskými vojáky. V roce 1732 byla nahrazena dřevěná zvonice novou věží, přistavěnou k jihozápadnímu rohu a při této úpravě byla přistavěna také sakristie. Velkou přestavbou prošel kostel v roce 1892, kdy byl upraven podle plánů F. Ohmanna a R. Krieghamera. Farním kostelem byl do 30. 6. 2009, dnes je filiálním ve farnosti Sedlec-Prčice.

## Trivia
Podle pověsti vděčí kostel a obec Arnoštovice za svůj vznik pražskému arcibiskupovi Arnoštu z Pardubic, kterého v místním lese přepadli lupiči. Když se mu za pomoci zdejšího poustevníka podařilo vyváznout, dal na tom místě založit kostel s osadou. Toto je pouze pověst, jelikož kostel existoval již za Přemysla Otakara II.